# Чон Да Х'є
Чон Да Х'є (кор. 전다혜) — південнокорейська ковзанярка, спеціалістка з бігу на короткій доріжці, олімпійська чемпіонка,  дворазова чемпіонка командного чемпіонату світу, призерка чемпіонату світу, чемпіонка та призерка Універсіади.
Золоту олімпійську медаль та звання олімпійської чемпіонки Чон виборола разом із подругами з корейської збірної на Олімпіаді 2006 року  в Турині  в естафетній гонці на 3000 метрів.

## Зовнішні посилання
- Досьє на sports-reference.com

## Виноски
1. ↑  Torino 2006 Official Report - Short Track Speed Skating (PDF). Torino Organizing Committee. LA84 Foundation. March 2009. Процитовано 24 травня 2009.